# Рейнгард, Франц Фолькмар
Франц Фолькмар Рейнгард (нем. Franz Volkmar Reinhard; 12 марта 1753, Фоэнштраус, Бавария — 6 сентября 1812, Дрезден) — немецкий протестантский богослов и проповедник, педагог, профессор, ректор Виттенбергского университета (1790—1791).

## Биография
Сын проповедника. С 1773 года обучался в университете Виттенберга. В 1780 году стал доцентом, позже профессором теологии и философии в Университете Виттенберга, где в 1790—1791 годах был ректором. В 1792 году назначен Oberhofprediger (первым проповедником) в саксонского двора в Дрездене, член верховной консистории в Дрездене.
Рейнхард был одним из наиболее влиятельных протестантских богословов своей эпохи и видным представителем «просвещенного богословского сверхъестественного». Не возражая против современной рационалистической мысли, он в то же время подчеркивал важность божественного превосходства и библейской власти. В своих проповедях и лекциях попытался установить «лютерантскую истину» рациональными способами.
Вслед за Германом Самуилом Реймарусом посвятил себя историко-критическому исследованию жизни Иисуса .
От эклектизма и скептицизма он перешёл к супранатурализму. К первому периоду его деятельности принадлежит его работа «Система христианской морали» («System der christlichen Moral», Виттенберг, 1788—1815), ко второму периоду — его проповеди, надолго установившие теорию и практику немецкого духовного красноречия.

## Опубликованные работы
Среди письменных работ, приписываемых ему, полное собрание проповедей Ф. Рейнгард, изданное в 39 томах, которые были опубликованы в 1793—1837 годах. Другие известные публикации Рейнгарда включают:
- Versuch über den Plan, welchen der Stifter der christlichen Religion zum Besten der Menschheit entwarf (1781)
- Vorlesungen über die Dogmatik (1801)
- System der christlichen Moral(fünf Bände; 1802—1816)
- Predigt am Reformationsfeste des Jahres 1807 […]
- Geständnisse seine Predigten und seine Bildung zum Prediger betreffend (1810)
- Briefe veranlasst durch Reinhards Geständnisse (1811) Digitalisat mit Heinrich Gottlieb Tzschirner
- Sämtliche Predigten (1815—1821)